# Эрвалия
Эрвалия (порт. Ervália) — муниципалитет в Бразилии, входит в штат Минас-Жерайс. Составная часть мезорегиона Зона-да-Мата. Входит в экономико-статистический микрорегион Висоза. Население составляет 18 102 человека на 2006 год. Занимает площадь 357,071 км². Плотность населения — 50,7 чел./км².

## История
Город основан 17 июня 1939 года.

## Статистика
- Валовой внутренний продукт на 2003 год составляет 55 616 341,00 реалов (данные: Бразильский институт географии и статистики).
- Валовой внутренний продукт на душу населения на 2003 год составляет 3159,12 реалов (данные: Бразильский институт географии и статистики).
- Индекс развития человеческого потенциала на 2000 год составляет 0,700 (данные: Программа развития ООН).